# ته‌وانگ
ته‌وانگ (هانگول:태왕) یکی از واژگان کره‌ای است که برای خطاب قرار دادن پادشاه گوگوریو یعنی «گوانگ‌گه‌تو بزرگ» استفاده می‌شد. واژهٔ (په آ) در زبان کره‌ای به معنای سرور و بلند مرتبه است که با قراردادن این کلمه کنار واژه قبل کلمه جدیدی به نام «ته‌وانگ په آ» به وجود آمد که به معنی شاه شاهان بود.

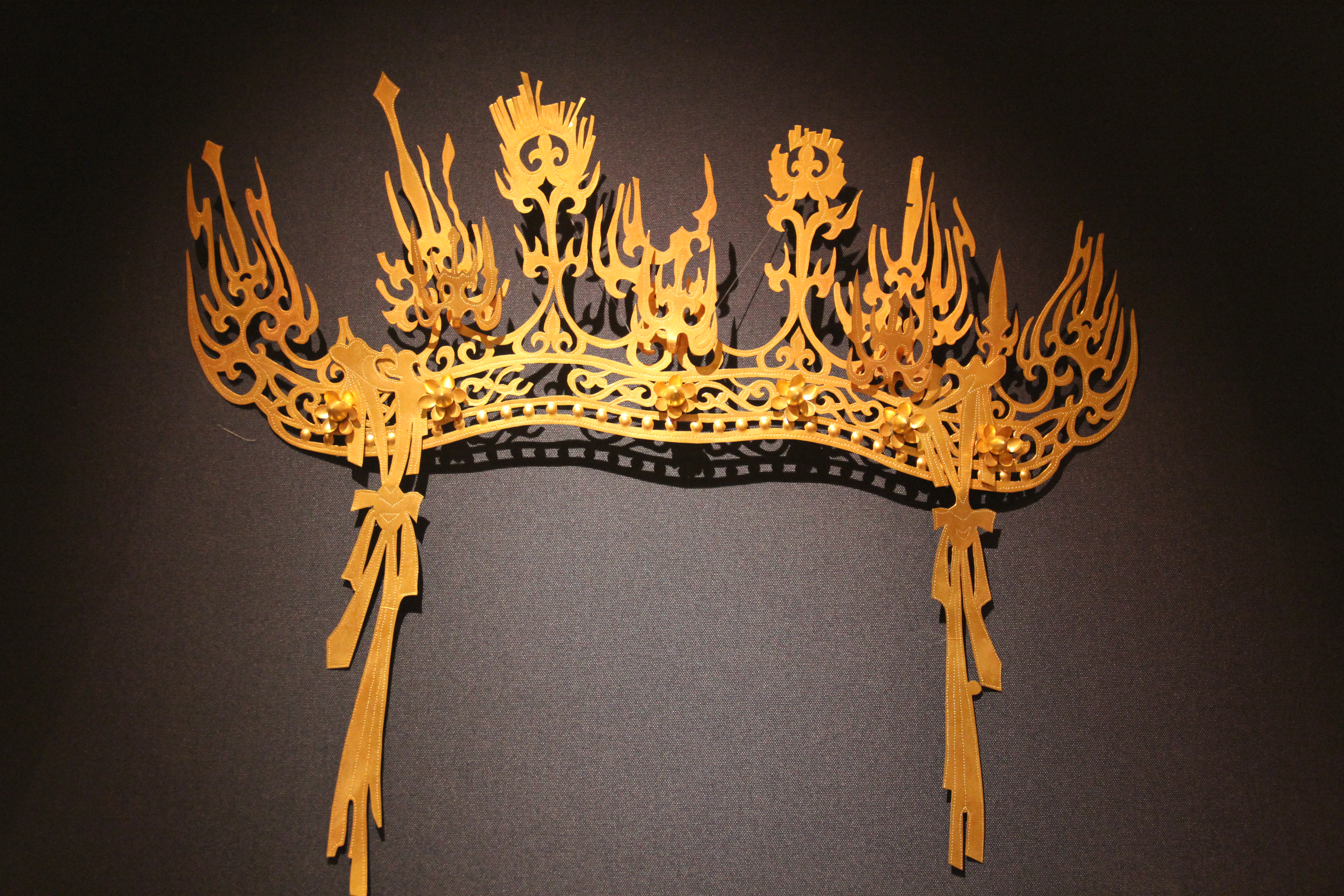
تاجی از امپراتوری گوگوریو

این واژه از آن جهت برای گوانگ‌گه‌تو بزرگ انتخاب شد که وی بر پادشاهان چندین سرزمین قبیله و کشور پادشاهی می‌کرد، پادشاهان کشورهای بکجه، شیلا، هویان، بیریو خیتان، مالگال تحت فرمانروایی گوانگ‌گه‌تو بزرگ به وی خدمت می‌کردند و به وی وفاداری عظیمی داشتند.